# Schniederlihof

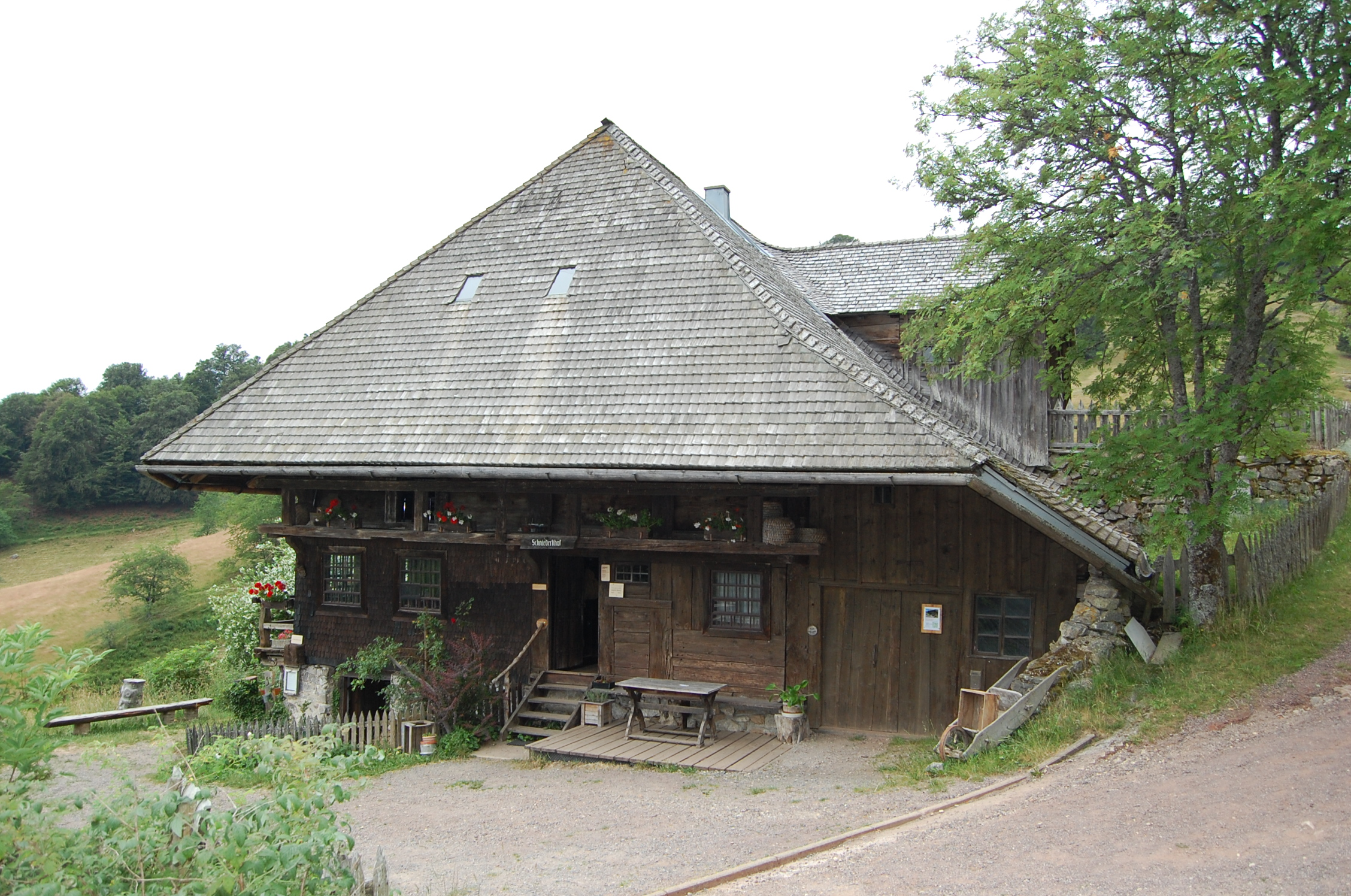
Der Schniederlihof im Sommer von der „Schönwetterseite“

Der Schniederlihof ist eines der ältesten erhaltenen Schwarzwaldhäuser. Er wurde im Jahr 1593 errichtet, 1766 umfangreich erweitert und mehr oder weniger unverändert bis ins Jahr 1966 bewirtschaftet. Seit 1972 wird er als Museum betrieben. In weiten Teilen ist das Gebäude originalgetreu erhalten. Der Hof liegt auf einer Höhe von 1050 m ü. NHN bei dem Ort Hofsgrund, der seit 1974 zur Gemeinde Oberried gehört.
Seinen Namen hat er seit Anfang des 19. Jahrhunderts von einem Betreiber namens „Schneider“, im Alemannischen Schnieder. Da er von geringer Körpergröße war, galt er als Schniederli („Schneiderlein“).
Der Hof ist ein typisches Schwarzwaldhaus, wie es sich am Schauinsland fand. Mensch und Tier lebten unter einem Dach, das als Walmdach auf der Wetterseite bis zum Boden reicht. Grund dafür waren die langen Winter, die sich oft bis in den April hinzogen. Auf dem Dach blieb der immer reichlich vorhandene Schnee liegen und diente so zusätzlich zur Isolation, zusammen mit der über dem Viehstall gelegenen Heubühne.
Der First ist hangparallel errichtet, um in dem steilen Gelände von der Bergseite eine einfache Einfahrt zur Heubühne zu haben. So konnte auch kräftesparend "von oben nach unten" gearbeitet werden: Das Heu wurde von der Ifahr abgeladen, von der Heubühne durch das Heuloch in die Futterkrippen geschüttet, ehe schließlich der Mist in die tiefer gelegene Mistgrube gekehrt wurde.
Der Zugang für Mensch und Tier konnte nur auf der östlich gelegenen Schmalseite bestehen, da ein Zugang von der Südseite nicht möglich war.
Der Schniederlihof liegt im Naturschutzgebiet und ist nur zu Fuß erreichbar, am einfachsten von Hofsgrund über einen knapp 1 km langen Fußweg.
Zusammen mit einem kleinen Kiosk hat das Museum von Mai bis Oktober jeweils an den Wochenenden und Feiertags geöffnet.